# Eatonina fulgida
Eatonina fulgida là một loài ốc biển nhỏ, là động vật thân mềm chân bụng sống ở biển thuộc họ Cingulopsidae.

## Hình ảnh

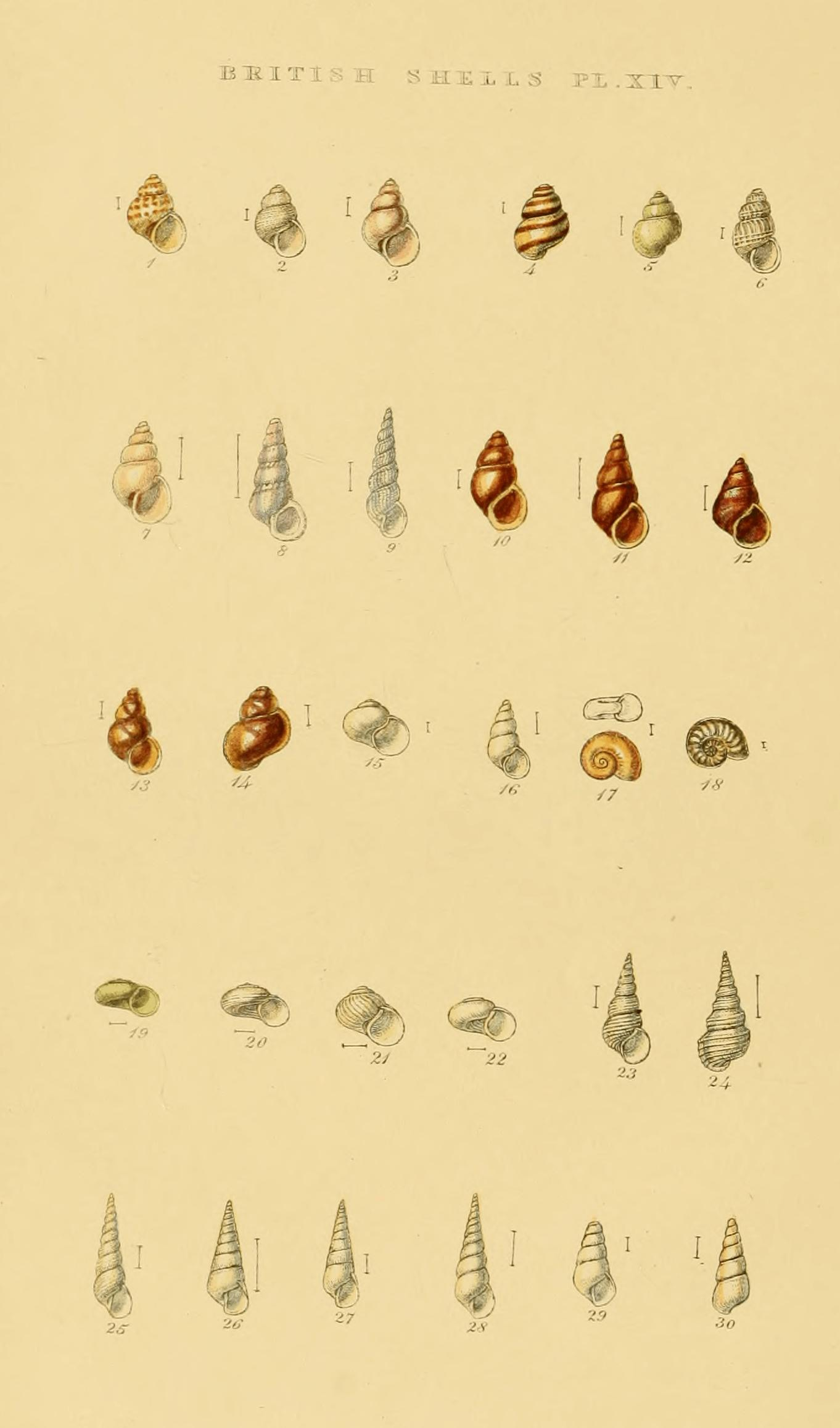